# Mount Good Hope
Der offiziell Good Hope Mountain, gewöhnlich jedoch Mount Good Hope genannte Berg ist mit 3.242 m Höhe einer der Hauptgipfel der Pacific Ranges in den südlichen Coast Mountains in der kanadischen Provinz British Columbia. Er liegt unmittelbar westlich des Chilko Lake. Der höchste Gipfel des Massivs ragt zwischen den südlichen Ausläufern des Sees 1.497 m aus seiner Umgebung hervor.
Westlich des Mount Good Hope befindet sich das Tal des Oberlaufs des Southgate River, welcher zum Bute Inlet nahe der Mündung des Homathko River entwässert; entlang der südlichen Sperre nach Westen gerichtet befindet sich das Homathko Icefield, eine der mächtigsten Eisformationen der Coast Mountains. Südlich des Mount Good Hope fließt der Bishop River, ein Nebenfluss des Southgate River, jenseits dessen sich der Mount Raleigh erhebt. Westlich des Passes zwischen dem Southgate River und dem Chilko Lake und nördlich des Homathko Icefield befindet sich eine vom Mount Queen Bess gekrönte Bergkette.
Der Name des Berges stammt nicht direkt vom Cape of Good Hope, sondern von einem nach diesem benannten Schiff, dem  Panzerkreuzer Good Hope, welcher im Verlauf des Seegefechts bei Coronel westlich der chilenischen Küste am 1. November 1914 sank. Andere Gipfel des Massivs tragen gleichfalls Namen von Schiffen aus dem Ersten Weltkrieg, so Glasgow und Dawn Treader.

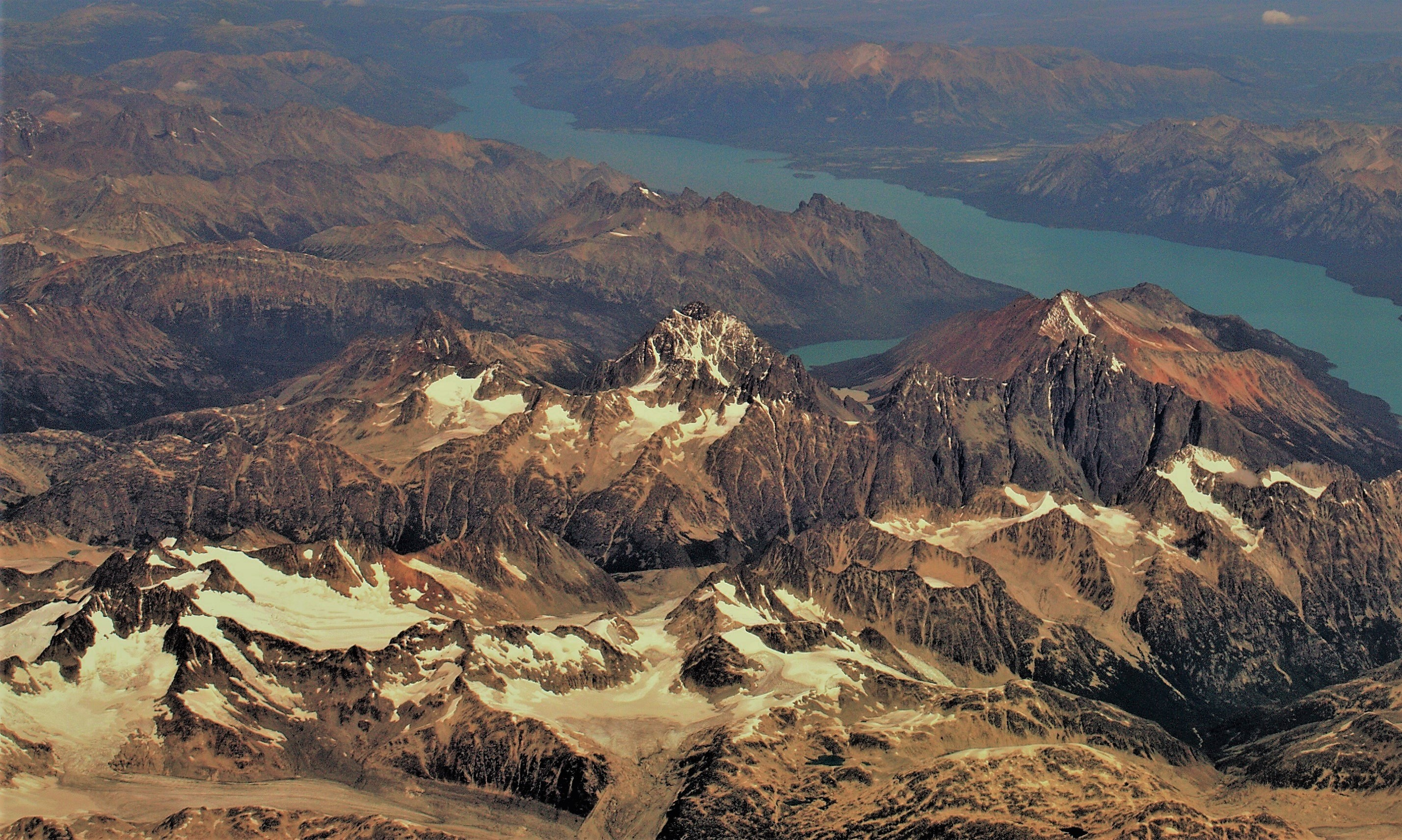
Der Good Hope Mountain von Süden, in der Mitte gelegen.
(Der Chilko Lake oben rechts, der Mount Farrow unten rechts)